# Cornerback

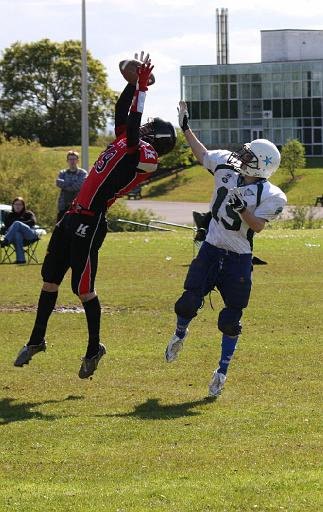
Un Cornerback del Trinity College se alza para interceptar un pase.

Cornerback (abrev. CB; en varios medios hispanoamericanos es referido como esquinero) es un anglicismo utilizado para nombrar a una posición defensiva del fútbol americano en la que un jugador se coloca en la línea de scrimmage en posición contraria al wide receiver. Los esquineros buscan interrumpir las rutas de los receptores. Son los jugadores más rápidos y acrobáticos del equipo. Ocasionalmente dejan su cobertura sobre un receptor para sorprender al equipo contrario y apoyar la carga o QB sack sobre el mariscal de campo. Los esquineros usan varios tipos de drill y lo básico es el back pedal y golpeo sobre las primeras 5 yardas. Para poder quitarle unos segundos al receptor, se tiene que tener buena agilidad y poder tener buen agarre del balón.
Las estadísticas en las que sobresalen los esquineros son:
- Intercepciones
- Derribo o placajes
- Pases desviados

- Datos: Q869161
- Multimedia: American football cornerbacks / Q869161